# Gornji Lenart
Gornji Lenart je naselje u Općini Brežice u istočnoj Sloveniji. Gornji Lenart se nalazi u pokrajini Štajerskoj i statističkoj regiji Donjoposavskoj. 

## Stanovništvo
Prema popisu stanovništva iz 2002. godine Gornji Lenart je imao 223 stanovnika.

### Etnički sastav
1991. godina:
- Slovenci: 208 (92,8%)
- Hrvati: 10 (4,5%)
- nepoznato: 6 (2,7%)

## Vanjske poveznice
- Satelitska snimka naselja  Arhivirana inačica izvorne stranice od 29. srpnja 2017. (Wayback Machine)